# Interlands Braziliaans voetbalelftal 2010-2019
Deze pagina toont een chronologisch en gedetailleerd overzicht van de interlands die het Braziliaans voetbalelftal speelde in de periode 2010 – 2019.

## Interlands

### 2010
|                                                              |         |                                      |          |                                                                               |
| 2 maart Vriendschappelijk № 972 «onderlinge duels» 20:05 uur | Ierland | 0 – 2                                | Brazilië | Emirates Stadium, Londen Toeschouwers: 40.082 Scheidsrechter: Mike Dean (ENG) |
| 2 maart Vriendschappelijk № 972 «onderlinge duels» 20:05 uur |         | 44' (e.d.) Keith Andrews 76' Robinho |          | Emirates Stadium, Londen Toeschouwers: 40.082 Scheidsrechter: Mike Dean (ENG) |

|                                                             |          |                                         |          |                                                                                           |
| 2 juni Vriendschappelijk № 973 «onderlinge duels» 15:30 uur | Zimbabwe | 0 – 3                                   | Brazilië | National Sports Stadium, Harare Toeschouwers: 30.000 Scheidsrechter: Helder Martins (ANG) |
| 2 juni Vriendschappelijk № 973 «onderlinge duels» 15:30 uur |          | 42' Michel Bastos 43' Robinho 57' Elano |          | National Sports Stadium, Harare Toeschouwers: 30.000 Scheidsrechter: Helder Martins (ANG) |

|                                                             |                |       |                                                          |                                                                                                 |
| 7 juni Vriendschappelijk № 974 «onderlinge duels» 16:00 uur | Tanzania       | 1 – 5 | Brazilië                                                 | Benjamin Mkapastadion, Dar es Salaam Toeschouwers: 35.000 Scheidsrechter: Muhmed Ssegonga (UGA) |
| 7 juni Vriendschappelijk № 974 «onderlinge duels» 16:00 uur | Jabir Aziz 86' |       | 10' Robinho 33' Robinho 53' Ramires 75' Kaká 90' Ramires | Benjamin Mkapastadion, Dar es Salaam Toeschouwers: 35.000 Scheidsrechter: Muhmed Ssegonga (UGA) |

| Wereldkampioenschap voetbal 2010 |
| -------------------------------- |

|                                                            |                      |       |                |                                                                                  |
| 15 juni WK 2010 Groep G № 975 «onderlinge duels» 20:30 uur | Brazilië             | 2 – 1 | Noord-Korea    | Ellispark, Johannesburg Toeschouwers: 54.331 Scheidsrechter: Viktor Kassai (HUN) |
| 15 juni WK 2010 Groep G № 975 «onderlinge duels» 20:30 uur | Maicon 55' Elano 72' |       | 89' Ji Yun-nam | Ellispark, Johannesburg Toeschouwers: 54.331 Scheidsrechter: Viktor Kassai (HUN) |

|                                                            |                                             |       |                   | |
| 20 juni WK 2010 Groep G № 976 «onderlinge duels» 20:30 uur | Brazilië                                    | 3 – 1 | Ivoorkust         | First National Bank Stadium, Johannesburg Toeschouwers: 84.455 Scheidsrechter: Stéphane Lannoy (FRA) |
| 20 juni WK 2010 Groep G № 976 «onderlinge duels» 20:30 uur | Luís Fabiano 25' Luís Fabiano 50' Elano 62' |       | 69' Didier Drogba | First National Bank Stadium, Johannesburg Toeschouwers: 84.455 Scheidsrechter: Stéphane Lannoy (FRA) |

|                                                            |          |       |          |                                                                                          |
| 25 juni WK 2010 Groep G № 977 «onderlinge duels» 19:00 uur | Brazilië | 0 – 0 | Portugal | Moses Mabhidastadion, Durban Toeschouwers: 62.712 Scheidsrechter: Benito Archundia (MEX) |
| 25 juni WK 2010 Groep G № 977 «onderlinge duels» 19:00 uur |          |       |          | Moses Mabhidastadion, Durban Toeschouwers: 62.712 Scheidsrechter: Benito Archundia (MEX) |

|                                                                   |                                       |       |       |                                                                                |
| 28 juni WK 2010 Achtste finale № 978 «onderlinge duels» 20:30 uur | Brazilië                              | 3 – 0 | Chili | Ellispark, Johannesburg Toeschouwers: 54.096 Scheidsrechter: Howard Webb (ENG) |
| 28 juni WK 2010 Achtste finale № 978 «onderlinge duels» 20:30 uur | Juan 34' Luís Fabiano 38' Robinho 59' |       |       | Ellispark, Johannesburg Toeschouwers: 54.096 Scheidsrechter: Howard Webb (ENG) |

|                                                               |                                         |       |          | |
| 2 juli WK 2010 Kwartfinale № 979 «onderlinge duels» 16:00 uur | Nederland                               | 2 – 1 | Brazilië | Nelson Mandelabaaistadion, Port Elizabeth Toeschouwers: 40.186 Scheidsrechter: Yuichi Nishimura (JPN) |
| 2 juli WK 2010 Kwartfinale № 979 «onderlinge duels» 16:00 uur | Wesley Sneijder 54' Wesley Sneijder 68' |       | 10'      | Nelson Mandelabaaistadion, Port Elizabeth Toeschouwers: 40.186 Scheidsrechter: Yuichi Nishimura (JPN) |

|  |  |  |  |  |  |  |  |  |

|                                                                  |                  |                       |          |                                                                                             |
| 10 augustus Vriendschappelijk № 980 «onderlinge duels» 20:00 uur | Verenigde Staten | 0 – 2                 | Brazilië | MetLife Stadium, East Rutherford Toeschouwers: 77.223 Scheidsrechter: Silviu Petrescu (CAN) |
| 10 augustus Vriendschappelijk № 980 «onderlinge duels» 20:00 uur |                  | 29' Neymar 45+1' Pato |          | MetLife Stadium, East Rutherford Toeschouwers: 77.223 Scheidsrechter: Silviu Petrescu (CAN) |

|                                                                |      |                                        |          |                                                                                             |
| 7 oktober Vriendschappelijk № 981 «onderlinge duels» 21:00 uur | Iran | 0 – 3                                  | Brazilië | Sjeik Zayidstadion, Abu Dhabi Toeschouwers: 14.000 Scheidsrechter: Fareed Al-Marzouqi (VAE) |
| 7 oktober Vriendschappelijk № 981 «onderlinge duels» 21:00 uur |      | 14' Daniel Alves 69' Pato 90+2' Nilmar |          | Sjeik Zayidstadion, Abu Dhabi Toeschouwers: 14.000 Scheidsrechter: Fareed Al-Marzouqi (VAE) |

|                                                                 |                         |       |          |                                                                                      |
| 11 oktober Vriendschappelijk № 982 «onderlinge duels» 20:30 uur | Brazilië                | 2 – 0 | Oekraïne | Pride Park Stadium, Derby Toeschouwers: 13.088 Scheidsrechter: Martin Atkinson (ENG) |
| 11 oktober Vriendschappelijk № 982 «onderlinge duels» 20:30 uur | Dani Alves 25' Pato 64' |       |          | Pride Park Stadium, Derby Toeschouwers: 13.088 Scheidsrechter: Martin Atkinson (ENG) |

|                                                                  |                  |       |          | |
| 17 november Vriendschappelijk № 983 «onderlinge duels» 20:00 uur | Argentinië       | 1 – 0 | Brazilië | Khalifa International Stadium, Doha Toeschouwers: 50.000 Scheidsrechter: Abdullah Al-Baloushi (QAT) |
| 17 november Vriendschappelijk № 983 «onderlinge duels» 20:00 uur | Lionel Messi 90' |       |          | Khalifa International Stadium, Doha Toeschouwers: 50.000 Scheidsrechter: Abdullah Al-Baloushi (QAT) |

### 2011
|                                                                 |                   |       |          |                                                                                        |
| 9 februari Vriendschappelijk № 984 «onderlinge duels» 21:00 uur | Frankrijk         | 1 – 0 | Brazilië | Stade de France, Saint-Denis Toeschouwers: 79.712 Scheidsrechter: Wolfgang Stark (GER) |
| 9 februari Vriendschappelijk № 984 «onderlinge duels» 21:00 uur | Karim Benzema 55' |       |          | Stade de France, Saint-Denis Toeschouwers: 79.712 Scheidsrechter: Wolfgang Stark (GER) |

|                                                               |                              |       |           |                                                                                 |
| 27 maart Vriendschappelijk № 985 «onderlinge duels» 15:00 uur | Brazilië                     | 2 – 0 | Schotland | Emirates Stadium, Londen Toeschouwers: 53.087 Scheidsrechter: Howard Webb (ENG) |
| 27 maart Vriendschappelijk № 985 «onderlinge duels» 15:00 uur | Neymar 42' Neymar 77' (pen.) |       |           | Emirates Stadium, Londen Toeschouwers: 53.087 Scheidsrechter: Howard Webb (ENG) |

|                                                             |          |       |           |                                                                                           |
| 4 juni Vriendschappelijk № 986 «onderlinge duels» 20:00 uur | Brazilië | 0 – 0 | Nederland | Estádio Serra Dourada, Goiânia Toeschouwers: 36.449 Scheidsrechter: Carlos Amarilla (PAR) |
| 4 juni Vriendschappelijk № 986 «onderlinge duels» 20:00 uur |          |       |           | Estádio Serra Dourada, Goiânia Toeschouwers: 36.449 Scheidsrechter: Carlos Amarilla (PAR) |

|                                                             |          |       |          |                                                                                           |
| 7 juni Vriendschappelijk № 987 «onderlinge duels» 19:50 uur | Brazilië | 1 – 0 | Roemenië | Estádio do Pacaembu, São Paulo Toeschouwers: 30.059 Scheidsrechter: Sergio Pezzotta (ARG) |
| 7 juni Vriendschappelijk № 987 «onderlinge duels» 19:50 uur | Fred 23' |       |          | Estádio do Pacaembu, São Paulo Toeschouwers: 30.059 Scheidsrechter: Sergio Pezzotta (ARG) |

| Copa América 2011 |
| ----------------- |

|                                                                |          |       |           |                                                                                             |
| 3 juli Copa América Groep B № 988 «onderlinge duels» 20:00 uur | Brazilië | 0 – 0 | Venezuela | Estadio Ciudad de La Plata, La Plata Toeschouwers: 35.000 Scheidsrechter: Raúl Orozco (BOL) |
| 3 juli Copa América Groep B № 988 «onderlinge duels» 20:00 uur |          |       |           | Estadio Ciudad de La Plata, La Plata Toeschouwers: 35.000 Scheidsrechter: Raúl Orozco (BOL) |

|                                                                |                     |       |                                        |                                                                                                |
| 9 juli Copa América Groep B № 989 «onderlinge duels» 20:00 uur | Brazilië            | 2 – 2 | Paraguay                               | Estadio Mario Alberto Kempes, Córdoba Toeschouwers: 57.000 Scheidsrechter: Wilmar Roldán (COL) |
| 9 juli Copa América Groep B № 989 «onderlinge duels» 20:00 uur | Jadson 39' Fred 90' |       | 55' Roque Santa Cruz 67' Nelson Valdez | Estadio Mario Alberto Kempes, Córdoba Toeschouwers: 57.000 Scheidsrechter: Wilmar Roldán (COL) |

|                                                                 |                                         |       |                                       |                                                                                                  |
| 13 juli Copa América Groep B № 990 «onderlinge duels» 21:45 uur | Brazilië                                | 4 – 2 | Ecuador                               | Estadio Mario Alberto Kempes, Córdoba Toeschouwers: 39.000 Scheidsrechter: Roberto Silvera (URU) |
| 13 juli Copa América Groep B № 990 «onderlinge duels» 21:45 uur | Pato 29' Neymar 50' Pato 61' Neymar 72' |       | 37' Felipe Caicedo 59' Felipe Caicedo | Estadio Mario Alberto Kempes, Córdoba Toeschouwers: 39.000 Scheidsrechter: Roberto Silvera (URU) |

|                                                                     |                                      |       |                                                     |                                                                                                 |
| 17 juli Copa América Kwartfinale № 991 «onderlinge duels» 20:00 uur | Brazilië                             | 0 – 0 | Paraguay                                            | Estadio Ciudad de La Plata, La Plata Toeschouwers: 36.000 Scheidsrechter: Sergio Pezzotta (ARG) |
| 17 juli Copa América Kwartfinale № 991 «onderlinge duels» 20:00 uur |                                      |       |                                                     | Estadio Ciudad de La Plata, La Plata Toeschouwers: 36.000 Scheidsrechter: Sergio Pezzotta (ARG) |
| 17 juli Copa América Kwartfinale № 991 «onderlinge duels» 20:00 uur | Strafschoppen                        |       |                                                     | Estadio Ciudad de La Plata, La Plata Toeschouwers: 36.000 Scheidsrechter: Sergio Pezzotta (ARG) |
| 17 juli Copa América Kwartfinale № 991 «onderlinge duels» 20:00 uur | Elano Thiago Silva André Santos Fred | 0 – 2 | Edgar Barreto Marcelo Estigarribia Cristian Riveros | Estadio Ciudad de La Plata, La Plata Toeschouwers: 36.000 Scheidsrechter: Sergio Pezzotta (ARG) |

|  |  |  |  |  |  |  |  |  |

|                                                                  |                                                                      |       |                                 |                                                                                         |
| 10 augustus Vriendschappelijk № 992 «onderlinge duels» 20:45 uur | Duitsland                                                            | 3 – 2 | Brazilië                        | Mercedes-Benz Arena, Stuttgart Toeschouwers: 54.767 Scheidsrechter: Viktor Kassai (HUN) |
| 10 augustus Vriendschappelijk № 992 «onderlinge duels» 20:45 uur | Bastian Schweinsteiger 61' (pen.) Mario Götze 67' André Schürrle 80' |       | 71' (pen.) Robinho 90+2' Neymar | Mercedes-Benz Arena, Stuttgart Toeschouwers: 54.767 Scheidsrechter: Viktor Kassai (HUN) |

|                                                                  |       |                    |          |                                                                             |
| 5 september Vriendschappelijk № 993 «onderlinge duels» 20:45 uur | Ghana | 0 – 1              | Brazilië | Craven Cottage, Londen Toeschouwers: 25.700 Scheidsrechter: Mike Dean (ENG) |
| 5 september Vriendschappelijk № 993 «onderlinge duels» 20:45 uur |       | 45' Leandro Damião |          | Craven Cottage, Londen Toeschouwers: 25.700 Scheidsrechter: Mike Dean (ENG) |

|                                                                   |            |       |          |                                                                                                |
| 14 september Vriendschappelijk № 994 «onderlinge duels» 21:50 uur | Argentinië | 0 – 0 | Brazilië | Estadio Mario Alberto Kempes, Córdoba Toeschouwers: 26.897 Scheidsrechter: Enrique Osses (CHI) |
| 14 september Vriendschappelijk № 994 «onderlinge duels» 21:50 uur |            |       |          | Estadio Mario Alberto Kempes, Córdoba Toeschouwers: 26.897 Scheidsrechter: Enrique Osses (CHI) |

|                                                                   |                      |       |            |                                                                                            |
| 28 september Vriendschappelijk № 995 «onderlinge duels» 21:50 uur | Brazilië             | 2 – 0 | Argentinië | Estádio Olímpico do Pará, Belém Toeschouwers: 31.000 Scheidsrechter: Jorge Larrionda (URU) |
| 28 september Vriendschappelijk № 995 «onderlinge duels» 21:50 uur | Lucas 53' Neymar 75' |       |            | Estádio Olímpico do Pará, Belém Toeschouwers: 31.000 Scheidsrechter: Jorge Larrionda (URU) |

|                                                                |            |            |          |                                                                                                |
| 7 oktober Vriendschappelijk № 996 «onderlinge duels» 21:00 uur | Costa Rica | 0 – 1      | Brazilië | Estadio Nacional, San José Toeschouwers: 34.000 Scheidsrechter: Walter López Castellanos (GUA) |
| 7 oktober Vriendschappelijk № 996 «onderlinge duels» 21:00 uur |            | 21' Neymar |          | Estadio Nacional, San José Toeschouwers: 34.000 Scheidsrechter: Walter López Castellanos (GUA) |

|                                                       |                       |       |                            |                                                                         |
| 12 oktober Vriendschappelijk № 997 «onderlinge duels» | Mexico                | 1 – 2 | Brazilië                   | Corona, Torreón Toeschouwers: 30.000 Scheidsrechter: Marlon Mejia (ESA) |
| 12 oktober Vriendschappelijk № 997 «onderlinge duels» | David Luiz 10' (e.d.) |       | 79' Ronaldinho 84' Marcelo | Corona, Torreón Toeschouwers: 30.000 Scheidsrechter: Marlon Mejia (ESA) |

|                                                        |       |                         |          | |
| 10 november Vriendschappelijk № 998 «onderlinge duels» | Gabon | 0 – 2                   | Brazilië | Stade Omnisport Président Omar Bongo, Libreville Toeschouwers: 35.000 Scheidsrechter: Tinyiko Hlungwani (RSA) |
| 10 november Vriendschappelijk № 998 «onderlinge duels» |       | 11' Sandro 34' Hernanes |          | Stade Omnisport Président Omar Bongo, Libreville Toeschouwers: 35.000 Scheidsrechter: Tinyiko Hlungwani (RSA) |

|                                                        |                     |       |        |                                                                                             |
| 14 november Vriendschappelijk № 999 «onderlinge duels» | Brazilië            | 2 – 0 | Egypte | Ahmed bin Alistadion, Ar Rayyan Toeschouwers: 18.000 Scheidsrechter: Banjar Al-Dosari (QAT) |
| 14 november Vriendschappelijk № 999 «onderlinge duels» | Jonas 38' Jonas 59' |       |        | Ahmed bin Alistadion, Ar Rayyan Toeschouwers: 18.000 Scheidsrechter: Banjar Al-Dosari (QAT) |

### 2012
|                                                                   |                       |       |                                  |                                                                                 |
| 27 februari Vriendschappelijk № 1000 «onderlinge duels» 20:00 uur | Bosnië en Herzegovina | 1 – 2 | Brazilië                         | AFG Arena, Sankt Gallen Toeschouwers: 17.500 Scheidsrechter: Sascha Kever (SUI) |
| 27 februari Vriendschappelijk № 1000 «onderlinge duels» 20:00 uur | Vedad Ibišević 13'    |       | 4' Marcelo 90' (e.d.) Saša Papac | AFG Arena, Sankt Gallen Toeschouwers: 17.500 Scheidsrechter: Sascha Kever (SUI) |

|                                                              |                      |       |                                          |                                                                              |
| 25 mei Vriendschappelijk № 1001 «onderlinge duels» 15:30 uur | Denemarken           | 1 – 3 | Brazilië                                 | Imtech Arena, Hamburg Toeschouwers: 51.000 Scheidsrechter: Felix Brych (GER) |
| 25 mei Vriendschappelijk № 1001 «onderlinge duels» 15:30 uur | Nicklas Bendtner 71' |       | 9' Hulk 13' (e.d.) Niki Zimling 40' Hulk | Imtech Arena, Hamburg Toeschouwers: 51.000 Scheidsrechter: Felix Brych (GER) |

|                                                              |                    |       |                                                         |                                                                                       |
| 30 mei Vriendschappelijk № 1002 «onderlinge duels» 20:00 uur | Verenigde Staten   | 1 – 4 | Brazilië                                                | FedEx Field, Washington D.C. Toeschouwers: 67.619 Scheidsrechter: Jeffrey Solís (CRC) |
| 30 mei Vriendschappelijk № 1002 «onderlinge duels» 20:00 uur | Hérculez Gómez 45' |       | 12' (pen.) Neymar 26' Thiago Silva 52' Marcelo 87' Pato | FedEx Field, Washington D.C. Toeschouwers: 67.619 Scheidsrechter: Jeffrey Solís (CRC) |

|                                                    |          |                                                    |        |                                                                                    |
| 3 juni Vriendschappelijk № 1003 «onderlinge duels» | Brazilië | 0 – 2                                              | Mexico | Cowboys Stadium, Dallas Toeschouwers: 84.519 Scheidsrechter: Silviu Petrescu (CAN) |
| 3 juni Vriendschappelijk № 1003 «onderlinge duels» |          | 21' Giovani dos Santos 31' (pen.) Javier Hernández |        | Cowboys Stadium, Dallas Toeschouwers: 84.519 Scheidsrechter: Silviu Petrescu (CAN) |

|                                                              |                                                                           |       |                               |                                                                                     |
| 9 juni Vriendschappelijk № 1004 «onderlinge duels» 20:00 uur | Argentinië                                                                | 4 – 3 | Brazilië                      | MetLife Stadium, New Jersey Toeschouwers: 81.994 Scheidsrechter: Jair Marrufo (USA) |
| 9 juni Vriendschappelijk № 1004 «onderlinge duels» 20:00 uur | Lionel Messi 31' Lionel Messi 34' Federico Fernández 76' Lionel Messi 85' |       | 23' Rômulo 56' Oscar 72' Hulk | MetLife Stadium, New Jersey Toeschouwers: 81.994 Scheidsrechter: Jair Marrufo (USA) |

|                                                                   |        |                                      |          |                                                                                |
| 15 augustus Vriendschappelijk № 1005 «onderlinge duels» 20:00 uur | Zweden | 0 – 3                                | Brazilië | Råsundastadion, Solna Toeschouwers: 32.781 Scheidsrechter: Viktor Kassai (HUN) |
| 15 augustus Vriendschappelijk № 1005 «onderlinge duels» 20:00 uur |        | 32' Leandro Damião 84' Pato 84' Pato |          | Råsundastadion, Solna Toeschouwers: 32.781 Scheidsrechter: Viktor Kassai (HUN) |

|                                                                   |          |       |             |                                                           |
| 7 september Vriendschappelijk № 1006 «onderlinge duels» 20:45 uur | Brazilië | 1 – 0 | Zuid-Afrika | Råsundastadion, Solna Scheidsrechter: Néstor Pitana (ARG) |
| 7 september Vriendschappelijk № 1006 «onderlinge duels» 20:45 uur | Hulk 75' |       |             | Råsundastadion, Solna Scheidsrechter: Néstor Pitana (ARG) |

|                                                          |                                                                                      |       |       |                                                             |
| 11 september Vriendschappelijk № 1006 «onderlinge duels» | Brazilië                                                                             | 8 – 0 | China | Råsundastadion, Solna Scheidsrechter: Roberto Silvera (URU) |
| 11 september Vriendschappelijk № 1006 «onderlinge duels» | Ramires 23' Neymar 26' 49' Lucas 52' Hulk 54' Neymar 76' (e.d.) Jianye Liu 76' Oscar |       |       | Råsundastadion, Solna Scheidsrechter: Roberto Silvera (URU) |

|                                                                    |                         |       |                   |                                                                                           |
| 19 september Vriendschappelijk № 1007 «onderlinge duels» 20:00 uur | Brazilië                | 2 – 1 | Argentinië        | Estadio Serra Dourada, Goiânia Toeschouwers: 37.871 Scheidsrechter: Carlos Amarilla (PAR) |
| 19 september Vriendschappelijk № 1007 «onderlinge duels» 20:00 uur | Paulinho 26' Neymar 90' |       | 20' Juan Martínez | Estadio Serra Dourada, Goiânia Toeschouwers: 37.871 Scheidsrechter: Carlos Amarilla (PAR) |

|                                                          |          |       |            |                                                                     |
| 3 oktober Vriendschappelijk «onderlinge duels» 20:00 uur | Brazilië | 0 – 0 | Argentinië | Estadio Centenario, Resistencia Scheidsrechter: Enrique Osses (CHI) |
| 3 oktober Vriendschappelijk «onderlinge duels» 20:00 uur |          |       |            | Estadio Centenario, Resistencia Scheidsrechter: Enrique Osses (CHI) |

|                                                                  |                                                            |       |      |                                                                                  |
| 11 oktober Vriendschappelijk № 1009 «onderlinge duels» 20:30 uur | Brazilië                                                   | 6 – 0 | Irak | Swedbankstadion, Malmö Toeschouwers: 15.000 Scheidsrechter: Martin Hansson (SWE) |
| 11 oktober Vriendschappelijk № 1009 «onderlinge duels» 20:30 uur | Oscar 22' Oscar 27' Kaká 48' Hulk 56' Neymar 75' Lucas 80' |       |      | Swedbankstadion, Malmö Toeschouwers: 15.000 Scheidsrechter: Martin Hansson (SWE) |

|                                                                  |       |                                                    |          |                                                                                   |
| 16 oktober Vriendschappelijk № 1010 «onderlinge duels» 13:00 uur | Japan | 0 – 4                                              | Brazilië | Stadion Miejski, Wrocław Toeschouwers: 36.000 Scheidsrechter: Marcin Borski (POL) |
| 16 oktober Vriendschappelijk № 1010 «onderlinge duels» 13:00 uur |       | 11' Paulinho 25' (pen.) Neymar 47' Neymar 75' Kaká |          | Stadion Miejski, Wrocław Toeschouwers: 36.000 Scheidsrechter: Marcin Borski (POL) |

|                                                                   |            |       |                   |                                                                                         |
| 14 november Vriendschappelijk № 1011 «onderlinge duels» 20:00 uur | Brazilië   | 1 – 1 | Colombia          | MetLife Stadium, East Rutherford Toeschouwers: 38.624 Scheidsrechter: Mark Geiger (USA) |
| 14 november Vriendschappelijk № 1011 «onderlinge duels» 20:00 uur | Neymar 63' |       | 43' Juan Cuadrado | MetLife Stadium, East Rutherford Toeschouwers: 38.624 Scheidsrechter: Mark Geiger (USA) |

|                                                                    |                                              |       |          |                                                                                             |
| 21 november Vriendschappelijk № 1012 /«onderlinge duels» 20:00 uur | Argentinië                                   | 2 – 1 | Brazilië | Estadio La Bombonera, Buenos Aires Toeschouwers: 42.871 Scheidsrechter: Enrique Osses (CHI) |
| 21 november Vriendschappelijk № 1012 /«onderlinge duels» 20:00 uur | Ignacio Scocco 82' (pen.) Ignacio Scocco 90' |       | 84' Fred | Estadio La Bombonera, Buenos Aires Toeschouwers: 42.871 Scheidsrechter: Enrique Osses (CHI) |

### 2013
|                                                                  |                                    |       |          |                                                                                           |
| 6 februari Vriendschappelijk № 1013 «onderlinge duels» 20:30 uur | Engeland                           | 2 – 1 | Brazilië | Wembley National Stadium, Londen Toeschouwers: 87.483 Scheidsrechter: Pedro Proença (POR) |
| 6 februari Vriendschappelijk № 1013 «onderlinge duels» 20:30 uur | Wayne Rooney 26' Frank Lampard 60' |       | 48' Fred | Wembley National Stadium, Londen Toeschouwers: 87.483 Scheidsrechter: Pedro Proença (POR) |

|                                                                |                    |       |                                          |                                                                                  |
| 21 maart Vriendschappelijk № 1014 «onderlinge duels» 20:30 uur | Brazilië           | 2 – 2 | Italië                                   | Stade de Genève, Lancy Toeschouwers: 29.700 Scheidsrechter: Stephan Studer (SUI) |
| 21 maart Vriendschappelijk № 1014 «onderlinge duels» 20:30 uur | Fred 33' Oscar 41' |       | 54' Daniele De Rossi 57' Mario Balotelli | Stade de Genève, Lancy Toeschouwers: 29.700 Scheidsrechter: Stephan Studer (SUI) |

|                                                                |          |       |                      |                                                                                |
| 25 maart Vriendschappelijk № 1015 «onderlinge duels» 20:00 uur | Brazilië | 1 – 1 | Rusland              | Stamford Bridge, Londen Toeschouwers: 38.000 Scheidsrechter: Howard Webb (ENG) |
| 25 maart Vriendschappelijk № 1015 «onderlinge duels» 20:00 uur | Fred 90' |       | 73' Viktor Fajzoelin | Stamford Bridge, Londen Toeschouwers: 38.000 Scheidsrechter: Howard Webb (ENG) |

|                                                               |         |                                                     |          | |
| 6 april Vriendschappelijk № 1016 «onderlinge duels» 20:30 uur | Bolivia | 0 – 4                                               | Brazilië | Estadio Ramón Aguilera Costas, Santa Cruz Toeschouwers: 35.000 Scheidsrechter: Patricio Loustau (ARG) |
| 6 april Vriendschappelijk № 1016 «onderlinge duels» 20:30 uur |         | 4' Leandro Damião 31' Neymar 42' Neymar 90' Leandro |          | Estadio Ramón Aguilera Costas, Santa Cruz Toeschouwers: 35.000 Scheidsrechter: Patricio Loustau (ARG) |

|                                                                |                      |       |                                       |                                                                                             |
| 24 april Vriendschappelijk № 1017 «onderlinge duels» 20:00 uur | Brazilië             | 2 – 2 | Chili                                 | Estadio Mineirão, Belo Horizonte Toeschouwers: 53.331 Scheidsrechter: Carlos Amarilla (PAR) |
| 24 april Vriendschappelijk № 1017 «onderlinge duels» 20:00 uur | Réver 25' Neymar 55' |       | 8' Marcos González 64' Eduardo Vargas | Estadio Mineirão, Belo Horizonte Toeschouwers: 53.331 Scheidsrechter: Carlos Amarilla (PAR) |

|                                                              |                       |       |                                              |                                                                                   |
| 2 juni Vriendschappelijk № 1018 «onderlinge duels» 21:00 uur | Brazilië              | 2 – 2 | Engeland                                     | Maracaña, Rio de Janeiro Toeschouwers: 66.015 Scheidsrechter: Wilmar Róldan (COL) |
| 2 juni Vriendschappelijk № 1018 «onderlinge duels» 21:00 uur | Fred 57' Paulinho 83' |       | 68' Alex Oxlade-Chamberlain 79' Wayne Rooney | Maracaña, Rio de Janeiro Toeschouwers: 66.015 Scheidsrechter: Wilmar Róldan (COL) |

|                                                              |                                         |       |           |                                                                                          |
| 9 juni Vriendschappelijk № 1019 «onderlinge duels» 20:00 uur | Brazilië                                | 3 – 0 | Frankrijk | Arena do Grêmio, Porto Alegre Toeschouwers: 51.643 Scheidsrechter: Víctor Carrillo (PER) |
| 9 juni Vriendschappelijk № 1019 «onderlinge duels» 20:00 uur | Oscar 54' Hernanes 85' Lucas 90' (pen.) |       |           | Arena do Grêmio, Porto Alegre Toeschouwers: 51.643 Scheidsrechter: Víctor Carrillo (PER) |

| FIFA Confederations Cup 2013 |
| ---------------------------- |

|                                                                             |                                 |       |       |                                                                                     |
| 11 juni FIFA Confederations Cup Groep A № 1020 «onderlinge duels» 16:00 uur | Brazilië                        | 3 – 0 | Japan | Estádio Nacional, Brasília Toeschouwers: 67.423 Scheidsrechter: Pedro Proença (POR) |
| 11 juni FIFA Confederations Cup Groep A № 1020 «onderlinge duels» 16:00 uur | Neymar 3' Paulinho 48' Jô 90+3' |       |       | Estádio Nacional, Brasília Toeschouwers: 67.423 Scheidsrechter: Pedro Proença (POR) |

|                                                                             |                    |       |        |                                                                                    |
| 19 juni FIFA Confederations Cup Groep A № 1021 «onderlinge duels» 16:00 uur | Brazilië           | 2 – 0 | Mexico | Estádio Castelão, Fortaleza Toeschouwers: 50.791 Scheidsrechter: Howard Webb (ENG) |
| 19 juni FIFA Confederations Cup Groep A № 1021 «onderlinge duels» 16:00 uur | Neymar 9' Jô 90+3' |       |        | Estádio Castelão, Fortaleza Toeschouwers: 50.791 Scheidsrechter: Howard Webb (ENG) |

|                                                                             |                                        |       |                                                |                                                                                       |
| 22 juni FIFA Confederations Cup Groep A № 1022 «onderlinge duels» 20:30 uur | Brazilië                               | 4 – 2 | Italië                                         | Arena Fonte Nova, Salvador Toeschouwers: 48.874 Scheidsrechter: Ravshan Irmatov (UZB) |
| 22 juni FIFA Confederations Cup Groep A № 1022 «onderlinge duels» 20:30 uur | Dante 45' Neymar 55' Fred 66' Fred 89' |       | 51' Emanuele Giaccherini 71' Giorgio Chiellini | Arena Fonte Nova, Salvador Toeschouwers: 48.874 Scheidsrechter: Ravshan Irmatov (UZB) |

|                                                                                  |                       |       |                    |                                                                                           |
| 26 juni FIFA Confederations Cup Halve finale № 1023 «onderlinge duels» 16:00 uur | Brazilië              | 2 – 1 | Uruguay            | Estádio Mineirão, Belo Horizonte Toeschouwers: 57.483 Scheidsrechter: Enrique Osses (CHI) |
| 26 juni FIFA Confederations Cup Halve finale № 1023 «onderlinge duels» 16:00 uur | Fred 41' Paulinho 86' |       | 48' Edinson Cavani | Estádio Mineirão, Belo Horizonte Toeschouwers: 57.483 Scheidsrechter: Enrique Osses (CHI) |

|                                                                            |                             |       |        |                                                                                              |
| 30 juni FIFA Confederations Cup Finale № 1024 «onderlinge duels» 19:00 uur | Brazilië                    | 3 – 0 | Spanje | Estádio do Maracanã, Rio de Janeiro Toeschouwers: 73.531 Scheidsrechter: Björn Kuipers (NED) |
| 30 juni FIFA Confederations Cup Finale № 1024 «onderlinge duels» 19:00 uur | Fred 2' Neymar 44' Fred 48' |       |        | Estádio do Maracanã, Rio de Janeiro Toeschouwers: 73.531 Scheidsrechter: Björn Kuipers (NED) |

|  |  |  |  |  |  |  |  |  |

|                                                                   |                         |       |          |                                                                                |
| 14 augustus Vriendschappelijk № 1025 «onderlinge duels» 20:45 uur | Zwitserland             | 1 – 0 | Brazilië | St. Jakob-Park, Basel Toeschouwers: 31.100 Scheidsrechter: Deniz Aytekin (GER) |
| 14 augustus Vriendschappelijk № 1025 «onderlinge duels» 20:45 uur | Daniel Alves 48' (e.d.) |       |          | St. Jakob-Park, Basel Toeschouwers: 31.100 Scheidsrechter: Deniz Aytekin (GER) |

|                                                                   |                                                               |       |           | |
| 7 september Vriendschappelijk № 1026 «onderlinge duels» 20:15 uur | Brazilië                                                      | 6 – 0 | Australië | Estádio Nacional Mané Garrincha, Brasília Toeschouwers: 40.996 Scheidsrechter: Enrique Cáceres (PAR) |
| 7 september Vriendschappelijk № 1026 «onderlinge duels» 20:15 uur | Jô 8' Jô 34' Neymar 35' Ramires 58' Pato 72' Luiz Gustavo 83' |       |           | Estádio Nacional Mané Garrincha, Brasília Toeschouwers: 40.996 Scheidsrechter: Enrique Cáceres (PAR) |

|                                                                    |                                    |       |                   |                                                                                     |
| 10 september Vriendschappelijk № 1027 «onderlinge duels» 20:00 uur | Brazilië                           | 3 – 1 | Portugal          | Gillette Stadium, Foxborough Toeschouwers: 62.310 Scheidsrechter: Juan Guzman (USA) |
| 10 september Vriendschappelijk № 1027 «onderlinge duels» 20:00 uur | Thiago Silva 24' Neymar 34' Jô 49' |       | 18' Raúl Meireles | Gillette Stadium, Foxborough Toeschouwers: 62.310 Scheidsrechter: Juan Guzman (USA) |

|                                                                  |            |                      |          |                                                                                    |
| 12 oktober Vriendschappelijk № 1028 «onderlinge duels» 20:00 uur | Zuid-Korea | 0 – 2                | Brazilië | World Cupstadion, Seoel Toeschouwers: 65.300 Scheidsrechter: Ravshan Irmatov (UZB) |
| 12 oktober Vriendschappelijk № 1028 «onderlinge duels» 20:00 uur |            | 44' Neymar 49' Oscar |          | World Cupstadion, Seoel Toeschouwers: 65.300 Scheidsrechter: Ravshan Irmatov (UZB) |

|                                                                  |                    |       |        |                                                                                          |
| 12 oktober Vriendschappelijk № 1029 «onderlinge duels» 20:00 uur | Brazilië           | 2 – 0 | Zambia | Nationaal Stadion van Peking, Peking Toeschouwers: onbekend Scheidsrechter: Qi Fan (CHN) |
| 12 oktober Vriendschappelijk № 1029 «onderlinge duels» 20:00 uur | Oscar 60' Dedé 66' |       |        | Nationaal Stadion van Peking, Peking Toeschouwers: onbekend Scheidsrechter: Qi Fan (CHN) |

|                                                                   |          |                                                       |          |                                                                                 |
| 16 november Vriendschappelijk № 1030 «onderlinge duels» 20:30 uur | Honduras | 0 – 5                                                 | Brazilië | Sun Life Stadium, Miami Toeschouwers: 71.124 Scheidsrechter: David Gantar (CAN) |
| 16 november Vriendschappelijk № 1030 «onderlinge duels» 20:30 uur |          | 23' Bernard 55' Dante 66' Maicon 70' Willian 74' Hulk |          | Sun Life Stadium, Miami Toeschouwers: 71.124 Scheidsrechter: David Gantar (CAN) |

|                                                                   |                      |       |                    |                                                                                   |
| 19 november Vriendschappelijk № 1031 «onderlinge duels» 20:00 uur | Brazilië             | 2 – 1 | Chili              | Rogers Centre, Toronto Toeschouwers: 19.000 Scheidsrechter: Silviu Petrescu (CAN) |
| 19 november Vriendschappelijk № 1031 «onderlinge duels» 20:00 uur | Hulk 14' Robinho 79' |       | 71' Eduardo Vargas | Rogers Centre, Toronto Toeschouwers: 19.000 Scheidsrechter: Silviu Petrescu (CAN) |

### 2014
|                                                                  |             |                                                            |          | |
| 6 februari Vriendschappelijk № 1032 «onderlinge duels» 17:00 uur | Zuid-Afrika | 0 – 5                                                      | Brazilië | First National Bank Stadium, Johannesburg Toeschouwers: 51.083 Scheidsrechter: António Caxala (ANG) |
| 6 februari Vriendschappelijk № 1032 «onderlinge duels» 17:00 uur |             | 10' Oscar 41' Neymar 46' Neymar 79' Fernandinho 90' Neymar |          | First National Bank Stadium, Johannesburg Toeschouwers: 51.083 Scheidsrechter: António Caxala (ANG) |

|                                                              |                                                |       |        |                                                                                       |
| 3 juni Vriendschappelijk № 1033 «onderlinge duels» 20:00 uur | Brazilië                                       | 4 – 0 | Panama | Estádio Serra Dourada, Goiânia Toeschouwers: 20.000 Scheidsrechter: Raúl Orosco (BOL) |
| 3 juni Vriendschappelijk № 1033 «onderlinge duels» 20:00 uur | Neymar 27' Dani Alves 40' Hulk 46' Willian 73' |       |        | Estádio Serra Dourada, Goiânia Toeschouwers: 20.000 Scheidsrechter: Raúl Orosco (BOL) |

|                                                              |          |       |        |                                                                                          |
| 6 juni Vriendschappelijk № 1034 «onderlinge duels» 20:00 uur | Brazilië | 1 – 0 | Servië | Estádio do Morumbi, São Paulo Toeschouwers: 67.042 Scheidsrechter: Enrique Cáceres (PAR) |
| 6 juni Vriendschappelijk № 1034 «onderlinge duels» 20:00 uur | Fred 58' |       |        | Estádio do Morumbi, São Paulo Toeschouwers: 67.042 Scheidsrechter: Enrique Cáceres (PAR) |

| Wereldkampioenschap voetbal 2014 |
| -------------------------------- |

|                                                             |                                        |       |                    | |
| 12 juni WK 2014 Groep A № 1035 «onderlinge duels» 17:00 uur | Brazilië                               | 3 – 1 | Kroatië            | Novo Estádio do Corinthians, São Paulo Toeschouwers: 62.103 Scheidsrechter: Yuichi Nishimura (JPN) |
| 12 juni WK 2014 Groep A № 1035 «onderlinge duels» 17:00 uur | Neymar 29' Neymar 71' (pen.) Oscar 90' |       | 11' (e.d.) Marcelo | Novo Estádio do Corinthians, São Paulo Toeschouwers: 62.103 Scheidsrechter: Yuichi Nishimura (JPN) |

|                                                             |          |       |        |                                                                             |
| 17 juni WK 2014 Groep A № 1036 «onderlinge duels» 16:00 uur | Brazilië | 0 – 0 | Mexico | Castelão, Fortaleza Toeschouwers: 60.342 Scheidsrechter: Cüneyt Çakır (TUR) |
| 17 juni WK 2014 Groep A № 1036 «onderlinge duels» 16:00 uur |          |       |        | Castelão, Fortaleza Toeschouwers: 60.342 Scheidsrechter: Cüneyt Çakır (TUR) |

|                                                             |                |       |                                                |                                                                                                  |
| 23 juni WK 2014 Groep A № 1037 «onderlinge duels» 17:00 uur | Kameroen       | 1 – 4 | Brazilië                                       | Estádio Nacional de Brasília, Brasilia Toeschouwers: 69.112 Scheidsrechter: Jonas Eriksson (SWE) |
| 23 juni WK 2014 Groep A № 1037 «onderlinge duels» 17:00 uur | Joël Matip 26' |       | 17' Neymar 35' Neymar 49' Fred 84' Fernandinho | Estádio Nacional de Brasília, Brasilia Toeschouwers: 69.112 Scheidsrechter: Jonas Eriksson (SWE) |

|                                                                    |                                        |       |                                                                            |                                                                                 |
| 28 juni WK 2014 Achtste finale № 1038 «onderlinge duels» 13:00 uur | Brazilië                               | 1 – 1 | Chili                                                                      | Mineirão, Belo Horizonte Toeschouwers: 57.714 Scheidsrechter: Howard Webb (ENG) |
| 28 juni WK 2014 Achtste finale № 1038 «onderlinge duels» 13:00 uur | David Luiz 18'                         |       | 32' Alexis Sánchez                                                         | Mineirão, Belo Horizonte Toeschouwers: 57.714 Scheidsrechter: Howard Webb (ENG) |
| 28 juni WK 2014 Achtste finale № 1038 «onderlinge duels» 13:00 uur | Strafschoppen                          |       |                                                                            | Mineirão, Belo Horizonte Toeschouwers: 57.714 Scheidsrechter: Howard Webb (ENG) |
| 28 juni WK 2014 Achtste finale № 1038 «onderlinge duels» 13:00 uur | David Luiz Willian Marcelo Hulk Neymar | 3 – 2 | Mauricio Pinilla Alexis Sánchez Charles Aránguiz Marcelo Díaz Gonzalo Jara | Mineirão, Belo Horizonte Toeschouwers: 57.714 Scheidsrechter: Howard Webb (ENG) |

|                                                                |                                |       |                            |                                                                                        |
| 4 juli WK 2014 Kwartfinale № 1039 «onderlinge duels» 17:00 uur | Brazilië                       | 2 – 1 | Colombia                   | Castelão, Fortaleza Toeschouwers: 60.342 Scheidsrechter: Carlos Velasco Carballo (ESP) |
| 4 juli WK 2014 Kwartfinale № 1039 «onderlinge duels» 17:00 uur | Thiago Silva 7' David Luiz 69' |       | 80' (pen.) James Rodríguez | Castelão, Fortaleza Toeschouwers: 60.342 Scheidsrechter: Carlos Velasco Carballo (ESP) |

|                                                                 |           |       | |                                                                                     |
| 8 juli WK 2014 Halve finale № 1040 «onderlinge duels» 17:00 uur | Brazilië  | 1 – 7 | Duitsland | Mineirão, Belo Horizonte Toeschouwers: 58.141 Scheidsrechter: Marco Rodríguez (MEX) |
| 8 juli WK 2014 Halve finale № 1040 «onderlinge duels» 17:00 uur | Oscar 90' |       | 11' Thomas Müller 23' Miroslav Klose 24' Toni Kroos 26' Toni Kroos 29' Sami Khedira 69' André Schürrle 79' André Schürrle | Mineirão, Belo Horizonte Toeschouwers: 58.141 Scheidsrechter: Marco Rodríguez (MEX) |

|                                                                  |          |                                                                      |           |                                                                                                   |
| 12 juli WK 2014 Troostfinale № 1041 «onderlinge duels» 17:00 uur | Brazilië | 0 – 3                                                                | Nederland | Estádio Nacional de Brasília, Brasilia Toeschouwers: 68.034 Scheidsrechter: Djamel Haimoudi (ALG) |
| 12 juli WK 2014 Troostfinale № 1041 «onderlinge duels» 17:00 uur |          | 3' (pen.) Robin van Persie 17' Daley Blind 90+1' Georginio Wijnaldum |           | Estádio Nacional de Brasília, Brasilia Toeschouwers: 68.034 Scheidsrechter: Djamel Haimoudi (ALG) |

|  |  |  |  |  |  |  |  |  |

|                                                                   |            |       |          |                                                                                 |
| 5 september Vriendschappelijk № 1042 «onderlinge duels» 20:00 uur | Brazilië   | 1 – 0 | Colombia | Sun Life Stadium, Miami Toeschouwers: 73.479 Scheidsrechter: David Gantar (CAN) |
| 5 september Vriendschappelijk № 1042 «onderlinge duels» 20:00 uur | Neymar 83' |       |          | Sun Life Stadium, Miami Toeschouwers: 73.479 Scheidsrechter: David Gantar (CAN) |

|                                                               |             |       |         |                                                                                             |
| 9 september Vriendschappelijk № 1043 «onderlinge duels» 20:00 | Brazilië    | 1 – 0 | Ecuador | MetLife Stadium, East Rutherford Toeschouwers: 45.000 Scheidsrechter: Edvin Jurisevic (USA) |
| 9 september Vriendschappelijk № 1043 «onderlinge duels» 20:00 | Willian 31' |       |         | MetLife Stadium, East Rutherford Toeschouwers: 45.000 Scheidsrechter: Edvin Jurisevic (USA) |

|                                                                  |                                       |       |            |                                                                                        |
| 11 oktober Vriendschappelijk № 1044 «onderlinge duels» 20:00 uur | Brazilië                              | 2 – 0 | Argentinië | Nationaal Stadion van Peking, Peking Toeschouwers: 52.313 Scheidsrechter: Qi Fan (CHN) |
| 11 oktober Vriendschappelijk № 1044 «onderlinge duels» 20:00 uur | Diego Tardelli 28' Diego Tardelli 64' |       |            | Nationaal Stadion van Peking, Peking Toeschouwers: 52.313 Scheidsrechter: Qi Fan (CHN) |

|                                                                  |       |                                             |          |                                                                                        |
| 14 oktober Vriendschappelijk № 1045 «onderlinge duels» 17:45 uur | Japan | 0 – 4                                       | Brazilië | Nationaal stadion, Singapore Toeschouwers: 51.577 Scheidsrechter: Ahmad A'qashah (SIN) |
| 14 oktober Vriendschappelijk № 1045 «onderlinge duels» 17:45 uur |       | 18' Neymar 48' Neymar 77' Neymar 81' Neymar |          | Nationaal stadion, Singapore Toeschouwers: 51.577 Scheidsrechter: Ahmad A'qashah (SIN) |

|                                                                   |         |                                                         |          |                                                                                              |
| 12 november Vriendschappelijk № 1046 «onderlinge duels» 18:30 uur | Turkije | 0 – 4                                                   | Brazilië | Şükrü Saracoğlustadion, Istanboel Toeschouwers: 49.000 Scheidsrechter: Ravshan Irmatov (UZB) |
| 12 november Vriendschappelijk № 1046 «onderlinge duels» 18:30 uur |         | 20' Neymar 24' (e.d.) Semih Kaya 44' Willian 60' Neymar |          | Şükrü Saracoğlustadion, Istanboel Toeschouwers: 49.000 Scheidsrechter: Ravshan Irmatov (UZB) |

|                                                                   |                                |       |                                    |                                                                                       |
| 18 november Vriendschappelijk № 1047 «onderlinge duels» 18:00 uur | Oostenrijk                     | 1 – 2 | Brazilië                           | Ernst Happel Stadion, Wenen Toeschouwers: 48.500 Scheidsrechter: William Collum (SCO) |
| 18 november Vriendschappelijk № 1047 «onderlinge duels» 18:00 uur | Aleksandar Dragović 75' (pen.) |       | 64' David Luiz 83' Roberto Firmino | Ernst Happel Stadion, Wenen Toeschouwers: 48.500 Scheidsrechter: William Collum (SCO) |

### 2015
|                                                                |                    |       |                                       |                                                                                        |
| 26 maart Vriendschappelijk № 1048 «onderlinge duels» 21:00 uur | Frankrijk          | 1 – 3 | Brazilië                              | Stade de France, Saint-Denis Toeschouwers: 80.000 Scheidsrechter: Nicola Rizzoli (ITA) |
| 26 maart Vriendschappelijk № 1048 «onderlinge duels» 21:00 uur | Raphaël Varane 21' |       | 40' Oscar 57' Neymar 69' Luiz Gustavo | Stade de France, Saint-Denis Toeschouwers: 80.000 Scheidsrechter: Nicola Rizzoli (ITA) |

|                                                                |                     |       |       |                                                                                     |
| 29 maart Vriendschappelijk № 1049 «onderlinge duels» 14:00 uur | Brazilië            | 1 – 0 | Chili | Emirates Stadium, Londen Toeschouwers: 60.007 Scheidsrechter: Martin Atkinson (ENG) |
| 29 maart Vriendschappelijk № 1049 «onderlinge duels» 14:00 uur | Roberto Firmino 73' |       |       | Emirates Stadium, Londen Toeschouwers: 60.007 Scheidsrechter: Martin Atkinson (ENG) |

|                                                              |                                          |       |        |                                                                                     |
| 7 juni Vriendschappelijk № 1050 «onderlinge duels» 21:00 uur | Brazilië                                 | 2 – 0 | Mexico | Allianz Parque, São Paulo Toeschouwers: 45.000 Scheidsrechter: Julio Quintana (PAR) |
| 7 juni Vriendschappelijk № 1050 «onderlinge duels» 21:00 uur | Philippe Coutinho 28' Diego Tardelli 37' |       |        | Allianz Parque, São Paulo Toeschouwers: 45.000 Scheidsrechter: Julio Quintana (PAR) |

|                                                               |                     |       |          |                                                                                         |
| 10 juni Vriendschappelijk № 1051 «onderlinge duels» 20:00 uur | Brazilië            | 1 – 0 | Honduras | Estádio Beira-Rio, Porto Alegre Toeschouwers: 22.305 Scheidsrechter: Guery Vargas (BOL) |
| 10 juni Vriendschappelijk № 1051 «onderlinge duels» 20:00 uur | Roberto Firmino 33' |       |          | Estádio Beira-Rio, Porto Alegre Toeschouwers: 22.305 Scheidsrechter: Guery Vargas (BOL) |

| Copa América 2015 |
| ----------------- |

|                                                                  |                               |       |                    | |
| 14 juni Copa América Groep C № 1052 «onderlinge duels» 18:30 uur | Brazilië                      | 2 – 1 | Peru               | Estadio Municipal Germán Becker, Temuco Toeschouwers: 16.342 Scheidsrechter: Roberto García Orozco (MEX) |
| 14 juni Copa América Groep C № 1052 «onderlinge duels» 18:30 uur | Neymar 5' Douglas Costa 90+2' |       | 3' Christian Cueva | Estadio Municipal Germán Becker, Temuco Toeschouwers: 16.342 Scheidsrechter: Roberto García Orozco (MEX) |

|                                                                  |          |                    |          | |
| 17 juni Copa América Groep C № 1053 «onderlinge duels» 20:30 uur | Brazilië | 0 – 1              | Colombia | Estadio Monumental David Arellano, Santiago Toeschouwers: 44.008 Scheidsrechter: Enrique Osses (COL) |
| 17 juni Copa América Groep C № 1053 «onderlinge duels» 20:30 uur |          | 36' Jeison Murillo |          | Estadio Monumental David Arellano, Santiago Toeschouwers: 44.008 Scheidsrechter: Enrique Osses (COL) |

|                                                                  |                                     |       |           | |
| 21 juni Copa América Groep C № 1054 «onderlinge duels» 18:30 uur | Brazilië                            | 2 – 1 | Venezuela | Estadio Monumental David Arellano, Santiago Toeschouwers: 33.284 Scheidsrechter: Enrique Cáceres (PAR) |
| 21 juni Copa América Groep C № 1054 «onderlinge duels» 18:30 uur | Thiago Silva 9' Roberto Firmino 52' |       | 84' Miku  | Estadio Monumental David Arellano, Santiago Toeschouwers: 33.284 Scheidsrechter: Enrique Cáceres (PAR) |

|                                                                      |                                                                     |       |                                                                                 | |
| 27 juni Copa América Kwartfinale № 1055 «onderlinge duels» 20:30 uur | Brazilië                                                            | 1 – 1 | Paraguay                                                                        | Estadio Municipal de Concepción, Concepción Toeschouwers: 29.276 Scheidsrechter: Andrés Cunha (URU) |
| 27 juni Copa América Kwartfinale № 1055 «onderlinge duels» 20:30 uur | Robinho 15'                                                         |       | 71' (pen.) Derlis González                                                      | Estadio Municipal de Concepción, Concepción Toeschouwers: 29.276 Scheidsrechter: Andrés Cunha (URU) |
| 27 juni Copa América Kwartfinale № 1055 «onderlinge duels» 20:30 uur | Strafschoppen                                                       |       |                                                                                 | Estadio Municipal de Concepción, Concepción Toeschouwers: 29.276 Scheidsrechter: Andrés Cunha (URU) |
| 27 juni Copa América Kwartfinale № 1055 «onderlinge duels» 20:30 uur | Fernandinho Everton Ribeiro Miranda Douglas Costa Philippe Coutinho | 3 – 4 | Osvaldo Martínez Víctor Cáceres Raúl Bobadilla Roque Santa Cruz Derlis González | Estadio Municipal de Concepción, Concepción Toeschouwers: 29.276 Scheidsrechter: Andrés Cunha (URU) |

|  |  |  |  |  |  |  |  |  |

|                                                                   |            |          |          |                                                                                      |
| 5 september Vriendschappelijk № 1056 «onderlinge duels» 15:00 uur | Costa Rica | 0 – 1    | Brazilië | Red Bull Arena, Harrison Toeschouwers: 19.600 Scheidsrechter: Mathieu Bourdeau (CAN) |
| 5 september Vriendschappelijk № 1056 «onderlinge duels» 15:00 uur |            | 10' Hulk |          | Red Bull Arena, Harrison Toeschouwers: 19.600 Scheidsrechter: Mathieu Bourdeau (CAN) |

|                                                                   |                       |       |                                                  |                                                                                      |
| 8 september Vriendschappelijk № 1057 «onderlinge duels» 19:30 uur | Verenigde Staten      | 1 – 4 | Brazilië                                         | Gillette Stadium, Foxborough Toeschouwers: 29.308 Scheidsrechter: Joel Aguilar (SLV) |
| 8 september Vriendschappelijk № 1057 «onderlinge duels» 19:30 uur | Daniel Williams 90+1' |       | 9' Hulk 51' (pen.) Neymar 64' Rafinha 67' Neymar | Gillette Stadium, Foxborough Toeschouwers: 29.308 Scheidsrechter: Joel Aguilar (SLV) |

|                                                                    |                                       |       |          |                                                                |
| 8 oktober Kwalificatie WK 2018 № 1058 «onderlinge duels» 20:30 uur | Chili                                 | 2 – 0 | Brazilië | Estadio Nacional, Santiago Scheidsrechter: Eddy Zambrano (ECU) |
| 8 oktober Kwalificatie WK 2018 № 1058 «onderlinge duels» 20:30 uur | Eduardo Vargas 72' Alexis Sánchez 88' |       |          | Estadio Nacional, Santiago Scheidsrechter: Eddy Zambrano (ECU) |

|                                                                     |                                             |       |                      |                                                                                      |
| 13 oktober Kwalificatie WK 2018 № 1059 «onderlinge duels» 22:00 uur | Brazilië                                    | 3 – 1 | Venezuela            | Estádio Castelão, Fortaleza Toeschouwers: 33.284 Scheidsrechter: Darío Ubriaco (URU) |
| 13 oktober Kwalificatie WK 2018 № 1059 «onderlinge duels» 22:00 uur | Willian 1' Willian 42' Ricardo Oliveira 74' |       | 64' Christian Santos | Estádio Castelão, Fortaleza Toeschouwers: 33.284 Scheidsrechter: Darío Ubriaco (URU) |

|                                                                      |                      |       |                | |
| 13 november Kwalificatie WK 2018 № 1060 «onderlinge duels» 21:00 uur | Argentinië           | 1 – 1 | Brazilië       | Estadio Monumental Antonio Vespucio Liberti, Buenos Aires Toeschouwers: 40.000 Scheidsrechter: Antonio Arias (PAR) |
| 13 november Kwalificatie WK 2018 № 1060 «onderlinge duels» 21:00 uur | Ezequiel Lavezzi 34' |       | 58' Lucas Lima | Estadio Monumental Antonio Vespucio Liberti, Buenos Aires Toeschouwers: 40.000 Scheidsrechter: Antonio Arias (PAR) |

|                                                                      |                                                      |       |      |                                                                                     |
| 17 november Kwalificatie WK 2018 № 1061 «onderlinge duels» 21:00 uur | Brazilië                                             | 3 – 0 | Peru | Arena Fonte Nova, Salvador Toeschouwers: 45.558 Scheidsrechter: José Buitrago (COL) |
| 17 november Kwalificatie WK 2018 № 1061 «onderlinge duels» 21:00 uur | Douglas Costa 22' Renato Augusto 57' Filipe Luís 77' |       |      | Arena Fonte Nova, Salvador Toeschouwers: 45.558 Scheidsrechter: José Buitrago (COL) |

### 2016
|                                                                   |                                     |       |                                    |                                                                             |
| 25 maart Kwalificatie WK 2018 № 1062 «onderlinge duels» 20:55 uur | Brazilië                            | 2 – 2 | Uruguay                            | Pernambuco, Recife Toeschouwers: 43.739 Scheidsrechter: Néstor Pitana (ARG) |
| 25 maart Kwalificatie WK 2018 № 1062 «onderlinge duels» 20:55 uur | Douglas Costa 1' Renato Augusto 26' |       | 32' Edinson Cavani 48' Luis Suárez | Pernambuco, Recife Toeschouwers: 43.739 Scheidsrechter: Néstor Pitana (ARG) |

|                                                                   |                                     |       |                                         |                                                                                                 |
| 29 maart Kwalificatie WK 2018 № 1063 «onderlinge duels» 20:45 uur | Paraguay                            | 2 – 2 | Brazilië                                | Estadio Defensores del Chaco, Asuncion Toeschouwers: 35.000 Scheidsrechter: Wilmar Roldán (COL) |
| 29 maart Kwalificatie WK 2018 № 1063 «onderlinge duels» 20:45 uur | Dario Lezcano 40' Edgar Benítez 49' |       | 79' Ricardo Oliveira 90+2' Daniel Alves | Estadio Defensores del Chaco, Asuncion Toeschouwers: 35.000 Scheidsrechter: Wilmar Roldán (COL) |

|                                                    |        |                              |          | |
| 29 mei Vriendschappelijk № 1064 «onderlinge duels» | Panama | 0 – 2                        | Brazilië | Dick's Sporting Goods Park, Commerce City Toeschouwers: 11.000 Scheidsrechter: Armando Castro (HON) |
| 29 mei Vriendschappelijk № 1064 «onderlinge duels» |        | 2' Jonas 73' Gabriel Barbosa |          | Dick's Sporting Goods Park, Commerce City Toeschouwers: 11.000 Scheidsrechter: Armando Castro (HON) |

| Copa América Centenario |
| ----------------------- |

|                                                                 |          |       |         |                                                                           |
| 4 juni Copa América Groep B № 1065 «onderlinge duels» 19:00 uur | Brazilië | 0 – 0 | Ecuador | Rose Bowl, Pasadena Toeschouwers: 53.158 Scheidsrechter: John Pitti (PAN) |
| 4 juni Copa América Groep B № 1065 «onderlinge duels» 19:00 uur |          |       |         | Rose Bowl, Pasadena Toeschouwers: 53.158 Scheidsrechter: John Pitti (PAN) |

|                                                                 | |       |                    |                                                                             |
| 8 juni Copa América Groep B № 1066 «onderlinge duels» 19:30 uur | Brazilië | 7 – 1 | Haïti              | Citrus Bowl, Orlando Toeschouwers: 28.241 Scheidsrechter: Mark Geiger (USA) |
| 8 juni Copa América Groep B № 1066 «onderlinge duels» 19:30 uur | Philippe Coutinho 14' Philippe Coutinho 29' Renato Augusto 35' Gabriel Barbosa 59' Lucas Lima 67' Renato Augusto 86' Philippe Coutinho 90+2' |       | 70' James Marcelin | Citrus Bowl, Orlando Toeschouwers: 28.241 Scheidsrechter: Mark Geiger (USA) |

|                                                                  |          |                  |      |                                                                                      |
| 12 juni Copa América Groep B № 1067 «onderlinge duels» 20:30 uur | Brazilië | 0 – 1            | Peru | Gillette Stadium, Foxborough Toeschouwers: 36.187 Scheidsrechter: Andrés Cunha (URU) |
| 12 juni Copa América Groep B № 1067 «onderlinge duels» 20:30 uur |          | 75' Raúl Ruidíaz |      | Gillette Stadium, Foxborough Toeschouwers: 36.187 Scheidsrechter: Andrés Cunha (URU) |

|  |  |  |  |  |  |  |  |  |

|                                                                      |         |                                                         |          |                                                                                              |
| 1 september Kwalificatie WK 2018 № 1068 «onderlinge duels» 16:00 uur | Ecuador | 0 – 3                                                   | Brazilië | Estadio Olímpico Atahualpa, Quito Toeschouwers: 34.963 Scheidsrechter: Enrique Cáceres (PAR) |
| 1 september Kwalificatie WK 2018 № 1068 «onderlinge duels» 16:00 uur |         | 72' (pen.) Neymar 87' Gabriel Jesus 90+2' Gabriel Jesus |          | Estadio Olímpico Atahualpa, Quito Toeschouwers: 34.963 Scheidsrechter: Enrique Cáceres (PAR) |

|                                                                      |                       |       |                       |                                                                                    |
| 6 september Kwalificatie WK 2018 № 1069 «onderlinge duels» 20:45 uur | Brazilië              | 2 – 1 | Colombia              | Arena Amazônia, Manaus Toeschouwers: 36.601 Scheidsrechter: Patricio Loustau (ARG) |
| 6 september Kwalificatie WK 2018 № 1069 «onderlinge duels» 20:45 uur | Miranda 2' Neymar 74' |       | 36' (e.d.) Marquinhos | Arena Amazônia, Manaus Toeschouwers: 36.601 Scheidsrechter: Patricio Loustau (ARG) |

|                                                                    |                                                                                        |       |         |                                                                                    |
| 6 oktober Kwalificatie WK 2018 № 1070 «onderlinge duels» 20:30 uur | Brazilië                                                                               | 5 – 0 | Bolivia | Arena das Dunas, Natal Toeschouwers: 30.013 Scheidsrechter: Wilson Lamouroux (COL) |
| 6 oktober Kwalificatie WK 2018 № 1070 «onderlinge duels» 20:30 uur | Neymar 11' Philippe Coutinho 26' Filipe Luís 39' Gabriel Jesus 44' Roberto Firmino 75' |       |         | Arena das Dunas, Natal Toeschouwers: 30.013 Scheidsrechter: Wilson Lamouroux (COL) |

|                                                                     |           |                              |          |                                                                                          |
| 11 oktober Kwalificatie WK 2018 № 1071 «onderlinge duels» 20:30 uur | Venezuela | 0 – 2                        | Brazilië | Estadio Metropolitano, Mérida Toeschouwers: 34.494 Scheidsrechter: Víctor Carrillo (PER) |
| 11 oktober Kwalificatie WK 2018 № 1071 «onderlinge duels» 20:30 uur |           | 8' Gabriel Jesus 53' Willian |          | Estadio Metropolitano, Mérida Toeschouwers: 34.494 Scheidsrechter: Víctor Carrillo (PER) |

|                                                                      |                                               |       |            |                                                                                    |
| 10 november Kwalificatie WK 2018 № 1072 «onderlinge duels» 20:45 uur | Brazilië                                      | 3 – 0 | Argentinië | Mineirão, Belo Horizonte Toeschouwers: 50.150 Scheidsrechter: Julio Bascuñán (CHI) |
| 10 november Kwalificatie WK 2018 № 1072 «onderlinge duels» 20:45 uur | Philippe Coutinho 25' Neymar 45' Paulinho 58' |       |            | Mineirão, Belo Horizonte Toeschouwers: 50.150 Scheidsrechter: Julio Bascuñán (CHI) |

|                                                                      |      |                                      |          |                                                                                 |
| 15 november Kwalificatie WK 2018 № 1073 «onderlinge duels» 21:15 uur | Peru | 0 – 2                                | Brazilië | Estadio Nacional, Lima Toeschouwers: 45.000 Scheidsrechter: Wilmar Roldán (COL) |
| 15 november Kwalificatie WK 2018 № 1073 «onderlinge duels» 21:15 uur |      | 58' Gabriel Jesus 78' Renato Augusto |          | Estadio Nacional, Lima Toeschouwers: 45.000 Scheidsrechter: Wilmar Roldán (COL) |

### 2017
|                                                                  |          |       |          |                                                                                          |
| 25 januari Vriendschappelijk № 1074 «onderlinge duels» 19:45 uur | Brazilië | 1 – 0 | Colombia | Estadio Engenhão, Rio de Janeiro Toeschouwers: 18.695 Scheidsrechter: Jorge Baliño (ARG) |
| 25 januari Vriendschappelijk № 1074 «onderlinge duels» 19:45 uur | Dudu 47' |       |          | Estadio Engenhão, Rio de Janeiro Toeschouwers: 18.695 Scheidsrechter: Jorge Baliño (ARG) |

|                                                                   |                           |       |                                                   |                                                                                            |
| 23 maart Kwalificatie WK 2018 № 1075 «onderlinge duels» 20:00 uur | Uruguay                   | 1 – 4 | Brazilië                                          | Estadio Centenario, Montevideo Toeschouwers: 57.000 Scheidsrechter: Patricio Loustau (ARG) |
| 23 maart Kwalificatie WK 2018 № 1075 «onderlinge duels» 20:00 uur | Edinson Cavani 10' (pen.) |       | 19' Paulinho 52' Paulinho 75' Neymar 90' Paulinho | Estadio Centenario, Montevideo Toeschouwers: 57.000 Scheidsrechter: Patricio Loustau (ARG) |

|                                                                   |                                              |       |          |                                                                                         |
| 28 maart Kwalificatie WK 2018 № 1076 «onderlinge duels» 21:45 uur | Brazilië                                     | 3 – 0 | Paraguay | Arena Corinthians, São Paulo Toeschouwers: 44.378 Scheidsrechter: Víctor Carrillo (PER) |
| 28 maart Kwalificatie WK 2018 № 1076 «onderlinge duels» 21:45 uur | Philippe Coutinho 34' Neymar 64' Marcelo 86' |       |          | Arena Corinthians, São Paulo Toeschouwers: 44.378 Scheidsrechter: Víctor Carrillo (PER) |

|                                                              |          |                     |            |                                                                                            |
| 9 juni Vriendschappelijk № 1077 «onderlinge duels» 20:00 uur | Brazilië | 0 – 1               | Argentinië | Melbourne Cricket Ground, Melbourne Toeschouwers: 95.569 Scheidsrechter: Chris Beath (AUS) |
| 9 juni Vriendschappelijk № 1077 «onderlinge duels» 20:00 uur |          | 45' Gabriel Mercado |            | Melbourne Cricket Ground, Melbourne Toeschouwers: 95.569 Scheidsrechter: Chris Beath (AUS) |

|                                                               |           |                                                              |          |                                                                                                 |
| 13 juni Vriendschappelijk № 1078 «onderlinge duels» 20:00 uur | Australië | 0 – 4                                                        | Brazilië | Melbourne Cricket Ground, Melbourne Toeschouwers: 49.874 Scheidsrechter: Mark Clattenburg (ENG) |
| 13 juni Vriendschappelijk № 1078 «onderlinge duels» 20:00 uur |           | 1' Diego Souza 62' Thiago Silva 75' Taison 90+3' Diego Souza |          | Melbourne Cricket Ground, Melbourne Toeschouwers: 49.874 Scheidsrechter: Mark Clattenburg (ENG) |

|                                                                      |                                    |       |         |                                                                                              |
| 31 augustus Kwalificatie WK 2018 № 1079 «onderlinge duels» 20:00 uur | Brazilië                           | 2 – 0 | Ecuador | Arena do Grêmio, Porto Alegre Toeschouwers: 36.689 Scheidsrechter: Mario Díaz de Vivar (PAR) |
| 31 augustus Kwalificatie WK 2018 № 1079 «onderlinge duels» 20:00 uur | Paulinho 69' Philippe Coutinho 76' |       |         | Arena do Grêmio, Porto Alegre Toeschouwers: 36.689 Scheidsrechter: Mario Díaz de Vivar (PAR) |

|                                                                      |                    |       |               |                                                                                                 |
| 5 september Kwalificatie WK 2018 № 1080 «onderlinge duels» 15:30 uur | Colombia           | 1 – 1 | Brazilië      | Estadio Metropolitano, Barranquilla Toeschouwers: 47.500 Scheidsrechter: Jesús Valenzuela (VEN) |
| 5 september Kwalificatie WK 2018 № 1080 «onderlinge duels» 15:30 uur | Radamel Falcao 56' |       | 45+2' Willian | Estadio Metropolitano, Barranquilla Toeschouwers: 47.500 Scheidsrechter: Jesús Valenzuela (VEN) |

|                                                                    |         |       |          |                                                                                              |
| 5 oktober Kwalificatie WK 2018 № 1081 «onderlinge duels» 16:00 uur | Bolivia | 0 – 0 | Brazilië | Estadio Hernando Siles, La Paz Toeschouwers: 34.725 Scheidsrechter: Fernando Rapallini (ARG) |
| 5 oktober Kwalificatie WK 2018 № 1081 «onderlinge duels» 16:00 uur |         |       |          | Estadio Hernando Siles, La Paz Toeschouwers: 34.725 Scheidsrechter: Fernando Rapallini (ARG) |

|                                                                     |                                                    |       |       |                                                                                     |
| 10 oktober Kwalificatie WK 2018 № 1082 «onderlinge duels» 20:30 uur | Brazilië                                           | 3 – 0 | Chili | Allianz Parque, São Paulo Toeschouwers: 45.217 Scheidsrechter: Roddy Zambrano (ECU) |
| 10 oktober Kwalificatie WK 2018 № 1082 «onderlinge duels» 20:30 uur | Paulinho 55' Gabriel Jesus 57' Gabriel Jesus 90+2' |       |       | Allianz Parque, São Paulo Toeschouwers: 45.217 Scheidsrechter: Roddy Zambrano (ECU) |

|                                                                   |                    |       |                                                 |                                                                                                  |
| 10 november Vriendschappelijk № 1083 «onderlinge duels» 20:00 uur | Japan              | 1 – 3 | Brazilië                                        | Stade Pierre Mauroy, Villeneuve d'Ascq Toeschouwers: 16.920 Scheidsrechter: Benoît Bastien (FRA) |
| 10 november Vriendschappelijk № 1083 «onderlinge duels» 20:00 uur | Tomoaki Makino 61' |       | 10' (pen.) Neymar 18' Marcelo 36' Gabriel Jesus | Stade Pierre Mauroy, Villeneuve d'Ascq Toeschouwers: 16.920 Scheidsrechter: Benoît Bastien (FRA) |

|                                                                   |          |       |          |                                                                                      |
| 14 november Vriendschappelijk № 1084 «onderlinge duels» 20:00 uur | Engeland | 0 – 0 | Brazilië | Wembley Stadium, Londen Toeschouwers: 84.595 Scheidsrechter: Artur Soares Dias (POR) |
| 14 november Vriendschappelijk № 1084 «onderlinge duels» 20:00 uur |          |       |          | Wembley Stadium, Londen Toeschouwers: 84.595 Scheidsrechter: Artur Soares Dias (POR) |

### 2018
|                                                                |         |                                                       |          |                                                                                                  |
| 23 maart Vriendschappelijk № 1085 «onderlinge duels» 20:00 uur | Rusland | 0 – 3                                                 | Brazilië | Olympisch Stadion Loezjniki, Moskou Toeschouwers: 59.263 Scheidsrechter: Aleksej Koelbakov (BLR) |
| 23 maart Vriendschappelijk № 1085 «onderlinge duels» 20:00 uur |         | 53' Miranda 62' (pen.) Philippe Coutinho 66' Paulinho |          | Olympisch Stadion Loezjniki, Moskou Toeschouwers: 59.263 Scheidsrechter: Aleksej Koelbakov (BLR) |

|                                                                |           |                   |          |                                                                                   |
| 27 maart Vriendschappelijk № 1086 «onderlinge duels» 20:45 uur | Duitsland | 0 – 1             | Brazilië | Olympiastadion, Berlijn Toeschouwers: 72.717 Scheidsrechter: Jonas Eriksson (SWE) |
| 27 maart Vriendschappelijk № 1086 «onderlinge duels» 20:45 uur |           | 37' Gabriel Jesus |          | Olympiastadion, Berlijn Toeschouwers: 72.717 Scheidsrechter: Jonas Eriksson (SWE) |

|                                                              |                                |       |         |                                                                                   |
| 3 juni Vriendschappelijk № 1087 «onderlinge duels» 16:00 uur | Brazilië                       | 2 – 0 | Kroatië | Anfield Road, Liverpool Toeschouwers: 54.000 Scheidsrechter: Michael Oliver (ENG) |
| 3 juni Vriendschappelijk № 1087 «onderlinge duels» 16:00 uur | Neymar 69' Roberto Firmino 90' |       |         | Anfield Road, Liverpool Toeschouwers: 54.000 Scheidsrechter: Michael Oliver (ENG) |

|                                                               |            |                                                    |          |                                                                                      |
| 10 juni Vriendschappelijk № 1088 «onderlinge duels» 16:00 uur | Oostenrijk | 0 – 3                                              | Brazilië | Ernst Happel Stadion, Wenen Toeschouwers: 48.500 Scheidsrechter: Viktor Kassai (HUN) |
| 10 juni Vriendschappelijk № 1088 «onderlinge duels» 16:00 uur |            | 36' Gabriel Jesus 63' Neymar 69' Philippe Coutinho |          | Ernst Happel Stadion, Wenen Toeschouwers: 48.500 Scheidsrechter: Viktor Kassai (HUN) |

|                                                                   |                  |                                |          |                                                                                               |
| 7 september Vriendschappelijk № 1094 «onderlinge duels» 19:30 uur | Verenigde Staten | 0 – 2                          | Brazilië | MetLife Stadium, East Rutherford Toeschouwers: 32.489 Scheidsrechter: Fernando Guerrero (MEX) |
| 7 september Vriendschappelijk № 1094 «onderlinge duels» 19:30 uur |                  | Roberto Firmino 11' Neymar 43' |          | MetLife Stadium, East Rutherford Toeschouwers: 32.489 Scheidsrechter: Fernando Guerrero (MEX) |

|                                                                    |                                                                        |       |             |                                                                               |
| 11 september Vriendschappelijk № 1095 «onderlinge duels» 19:00 uur | Brazilië                                                               | 5 – 0 | El Salvador | FedEx Field, Landover Toeschouwers: 28,511 Scheidsrechter: Jair Marrufo (USA) |
| 11 september Vriendschappelijk № 1095 «onderlinge duels» 19:00 uur | Neymar 4', Richarlison 16', 50', Philippe Coutinho 30', Marquinhos 90' |       |             | FedEx Field, Landover Toeschouwers: 28,511 Scheidsrechter: Jair Marrufo (USA) |

|                                                                   |                 |       |          |                                                                                     |
| 20 november Vriendschappelijk № 1099 «onderlinge duels» 19:30 uur | Brazilië        | 1 – 0 | Kameroen | Stadium MK, Milton Keynes Toeschouwers: 20,712 Scheidsrechter: Michael Oliver (ENG) |
| 20 november Vriendschappelijk № 1099 «onderlinge duels» 19:30 uur | Richarlison 45' |       |          | Stadium MK, Milton Keynes Toeschouwers: 20,712 Scheidsrechter: Michael Oliver (ENG) |

| WK 2018 |
| ------- |

|                                                             |                       |       |                  |                                                                                               |
| 17 juni WK 2018 Groep E № 1089 «onderlinge duels» 20:00 uur | Brazilië              | 1 – 1 | Zwitserland      | Rostov Arena, Rostov aan de Don Toeschouwers: 43.109 Scheidsrechter: César Arturo Ramos (MEX) |
| 17 juni WK 2018 Groep E № 1089 «onderlinge duels» 20:00 uur | Philippe Coutinho 20' |       | 50' Steven Zuber | Rostov Arena, Rostov aan de Don Toeschouwers: 43.109 Scheidsrechter: César Arturo Ramos (MEX) |

|                                                             |                                      |       |            |                                                                                               |
| 22 juni WK 2018 Groep E № 1090 «onderlinge duels» 16:00 uur | Brazilië                             | 2 – 0 | Costa Rica | Nieuwe Zenitstadion, Sint-Petersburg Toeschouwers: 64.468 Scheidsrechter: Björn Kuipers (NED) |
| 22 juni WK 2018 Groep E № 1090 «onderlinge duels» 16:00 uur | Philippe Coutinho 90+1' Neymar 90+7' |       |            | Nieuwe Zenitstadion, Sint-Petersburg Toeschouwers: 64.468 Scheidsrechter: Björn Kuipers (NED) |

|                                                             |        |                               |          |                                                                                     |
| 27 juni WK 2018 Groep E № 1091 «onderlinge duels» 21:00 uur | Servië | 0 – 2                         | Brazilië | Otkrytieje Arena, Moskou Toeschouwers: 44.190 Scheidsrechter: Alireza Faghani (IRN) |
| 27 juni WK 2018 Groep E № 1091 «onderlinge duels» 21:00 uur |        | 36' Paulinho 68' Thiago Silva |          | Otkrytieje Arena, Moskou Toeschouwers: 44.190 Scheidsrechter: Alireza Faghani (IRN) |

|                                                                   |                                |       |        |                                                                                 |
| 2 juli WK 2018 Achtste finale № 1092 «onderlinge duels» 18:00 uur | Brazilië                       | 2 – 0 | Mexico | Cosmos Arena, Samara Toeschouwers: 41.970 Scheidsrechter: Gianluca Rocchi (ITA) |
| 2 juli WK 2018 Achtste finale № 1092 «onderlinge duels» 18:00 uur | Neymar 51' Roberto Firmino 88' |       |        | Cosmos Arena, Samara Toeschouwers: 41.970 Scheidsrechter: Gianluca Rocchi (ITA) |

|                                                                |                    |       |                                            |                                                                             |
| 6 juli WK 2018 Kwartfinale № 1093 «onderlinge duels» 21:00 uur | Brazilië           | 1 – 2 | België                                     | Kazan Arena, Kazan Toeschouwers: 42.873 Scheidsrechter: Milorad Mažić (SRB) |
| 6 juli WK 2018 Kwartfinale № 1093 «onderlinge duels» 21:00 uur | Renato Augusto 76' |       | 13' (e.d.) Fernandinho 31' Kevin De Bruyne | Kazan Arena, Kazan Toeschouwers: 42.873 Scheidsrechter: Milorad Mažić (SRB) |

|  |  |  |  |  |  |  |  |  |

### 2019
|                                                                |                   |       |                                             |                                                                                |
| 26 maart Vriendschappelijk № 1100 «onderlinge duels» 20:45 uur | Tsjechië          | 1 – 3 | Brazilië                                    | Sinobo Stadium, Praag Toeschouwers: 19,166 Scheidsrechter: Ovidiu Haţegu (ROM) |
| 26 maart Vriendschappelijk № 1100 «onderlinge duels» 20:45 uur | David Pavelka 37' |       | Roberto Firmino 49', Gabriel Jesus 83', 90' | Sinobo Stadium, Praag Toeschouwers: 19,166 Scheidsrechter: Ovidiu Haţegu (ROM) |

|                                                              | |       |          |                                                                                         |
| 9 juni Vriendschappelijk № 1102 «onderlinge duels» 16:00 uur | Brazilië | 7 – 0 | Honduras | Estádio Beira-Rio, Porto Alegre Toeschouwers: 16.521 Scheidsrechter: Andrés Cunha (URU) |
| 9 juni Vriendschappelijk № 1102 «onderlinge duels» 16:00 uur | Gabriel Jesus 6', 47' Thiago Silva 13' Philippe Coutinho 37', David Neres 56' Roberto Firmino 65' Richarlison 70' |       |          | Estádio Beira-Rio, Porto Alegre Toeschouwers: 16.521 Scheidsrechter: Andrés Cunha (URU) |

| Copa América 2019 |
| ----------------- |

|                                                              |                                               |       |         |                                                                                        |
| 14 juni Copa America Grupe A № 1103 «onderlinge duels» 21:30 | Brazilië                                      | 3 – 0 | Bolivia | Estádio do Morumbi, São Paulo Toeschouwers: 47.260 Scheidsrechter: Néstor Pitana (ARG) |
| 14 juni Copa America Grupe A № 1103 «onderlinge duels» 21:30 | Philippe Coutinho 50', 53' Éverton Soares 85' |       |         | Estádio do Morumbi, São Paulo Toeschouwers: 47.260 Scheidsrechter: Néstor Pitana (ARG) |

|                                                                  |      |                                                                                                  |          |                                                                                  |
| 22 juni Copa América Grupe A № 1105 «onderlinge duels» 16:00 uur | Peru | 0 – 5                                                                                            | Brazilië | Arena de São Paulo Toeschouwers: 42.317 Scheidsrechter: Fernando Rapallini (ARG) |
| 22 juni Copa América Grupe A № 1105 «onderlinge duels» 16:00 uur |      | Casemiro 12' Roberto Firmino 19' Éverton Soares 32' Daniel Alves 53' Willian Borges da Silva 90' |          | Arena de São Paulo Toeschouwers: 42.317 Scheidsrechter: Fernando Rapallini (ARG) |

|                                                                     |                                                                      |       |                                                         |                                                                                        |
| 27 juni Copa América Kwartinale № 1106 «onderlinge duels» 21:30 uur | Brazilië                                                             | 0 – 0 | Paraguay                                                | Arena do Grêmio, Porto Alegre Toeschouwers: 44.902 Scheidsrechter: Roberto Tobar (CHI) |
| 27 juni Copa América Kwartinale № 1106 «onderlinge duels» 21:30 uur |                                                                      |       |                                                         | Arena do Grêmio, Porto Alegre Toeschouwers: 44.902 Scheidsrechter: Roberto Tobar (CHI) |
| 27 juni Copa América Kwartinale № 1106 «onderlinge duels» 21:30 uur | Strafschoppen                                                        |       |                                                         | Arena do Grêmio, Porto Alegre Toeschouwers: 44.902 Scheidsrechter: Roberto Tobar (CHI) |
| 27 juni Copa América Kwartinale № 1106 «onderlinge duels» 21:30 uur | Willian Borges da Silva Marquinhos Philippe Coutinho Roberto Firmino | 4 – 3 | Gustavo Gómez Miguel Almirón Bruno Valdez Rodrigo Rojas | Arena do Grêmio, Porto Alegre Toeschouwers: 44.902 Scheidsrechter: Roberto Tobar (CHI) |

|                                                                      |                                       |       |            |                                                                                            |
| 2 juli Copa América Halve Finale № 1107 «onderlinge duels» 21:30 uur | Brazilië                              | 2 – 0 | Argentinië | Estádio Mineirão, Belo Horizonte Toeschouwers: 55.947 Scheidsrechter: Roddy Zambrano (ECU) |
| 2 juli Copa América Halve Finale № 1107 «onderlinge duels» 21:30 uur | Gabriel Jesus 19' Roberto Firmino 71' |       |            | Estádio Mineirão, Belo Horizonte Toeschouwers: 55.947 Scheidsrechter: Roddy Zambrano (ECU) |

|                                                                |                                                        |       |                         |                                                                                   |
| 7 juli Copa América Finale № 1108 «onderlinge duels» 17:00 uur | Brazilië                                               | 3 – 1 | Peru                    | Maracanã, Rio de Janeiro Toeschouwers: 69,968 Scheidsrechter: Roberto Tobar (CHI) |
| 7 juli Copa América Finale № 1108 «onderlinge duels» 17:00 uur | Éverton Soares 15' Gabriel Jesus 45+3' Richarlison 90' |       | José Paolo Guerrero 44' | Maracanã, Rio de Janeiro Toeschouwers: 69,968 Scheidsrechter: Roberto Tobar (CHI) |

|                                                                   |                         |       |                      |                                                                                   |
| 6 september Vriendschappelijk № 1109 «onderlinge duels» 20:30 uur | Brazilië                | 2 – 2 | Colombia             | Hard Rock Stadium, Miami Toeschouwers: 65.232 Scheidsrechter: Ismail Elfath (USA) |
| 6 september Vriendschappelijk № 1109 «onderlinge duels» 20:30 uur | Casemiro 19' Neymar 58' |       | Luis Muriel 25', 34' | Hard Rock Stadium, Miami Toeschouwers: 65.232 Scheidsrechter: Ismail Elfath (USA) |

A-internationals · Selecties · CBF · Braziliaans vrouwenelftal · Olympisch elftal · Bondscoaches
1910 – 1919 · 
1920 – 1929 · 
1930 – 1939 · 
1940 – 1949 · 
1950 – 1959 · 
1960 – 1969 · 
1970 – 1979 · 
1980 – 1989 · 
1990 – 1999 · 
2000 – 2009 · 
2010 – 2019 · 
2020 – 2029
WK 1930 · 
WK 1934 · 
WK 1938 · 
WK 1950 · 
WK 1954 · 
WK 1958 · 
WK 1962 · 
WK 1966 · 
WK 1970 · 
WK 1974 · 
WK 1978 · 
WK 1982 · 
WK 1986 · 
WK 1990 · 
WK 1994 · 
WK 1998 · 
WK 2002 · 
WK 2006 · 
WK 2010 · 
WK 2014 · 
WK 2018 · 
WK 2022
OS 1952 · 
OS 1960 · 
OS 1964 · 
OS 1968 · 
OS 1972 · 
OS 1976 · 
OS 1984 · 
OS 1988 · 
OS 1996 · 
OS 2000 · 
OS 2008 · 
OS 2012 · 
OS 2016 · 
OS 2020
1914 · 
1915 · 
1916 · 
1917 · 
1918 · 
1919 · 
1920 · 
1921 · 
1922 · 
1923 · 
1924 · 
1925 · 
1926 · 
1927 · 
1928 · 
1929 · 
1930 · 
1931 · 
1932 · 
1933 · 
1934 · 
1935 · 
1936 · 
1937 · 
1938 · 
1939 · 
1940 · 
1941 · 
1942 · 
1943 · 
1944 · 
1945 · 
1946 · 
1947 · 
1948 · 
1949 · 
1950 · 
1951 · 
1952 · 
1953 · 
1954 · 
1955 · 
1956 · 
1957 · 
1958 · 
1959 · 
1960 · 
1961 · 
1962 · 
1963 · 
1964 · 
1965 · 
1966 · 
1967 · 
1968 · 
1969 · 
1970 · 
1971 · 
1972 · 
1973 · 
1974 · 
1975 · 
1976 · 
1977 · 
1978 · 
1979 · 
1980 · 
1981 · 
1982 · 
1983 · 
1984 · 
1985 · 
1986 · 
1987 · 
1988 · 
1989 · 
1990 · 
1991 · 
1992 · 
1993 · 
1994 · 
1995 · 
1996 · 
1997 · 
1998 · 
1999 · 
2000 · 
2001 · 
2002 · 
2003 · 
2004 · 
2005 · 
2006 · 
2007 · 
2008 · 
2009 · 
2010 · 
2011 · 
2012 · 
2013 · 
2014 · 
2015 · 
2016 · 
2017 · 
2018 ·
2019 ·
2020 ·
2021
Algerije ·
Andorra ·
Argentinië ·
Australië ·
België ·
Bolivia ·
Bosnië en Herzegovina ·
Bulgarije ·
Canada ·
Chili ·
China ·
Colombia ·
Congo-Kinshasa ·
Costa Rica ·
Denemarken ·
DDR ·
Duitsland ·
Ecuador ·
Egypte ·
El Salvador ·
Engeland ·
Estland ·
Finland ·
Frankrijk ·
Gabon ·
Ghana ·
Griekenland ·
Guatemala ·
Guinee ·
Haïti ·
Honduras ·
Hongarije ·
Hongkong ·
Ierland ·
IJsland ·
Irak ·
Iran ·
Israël ·
Italië ·
Ivoorkust ·
Jamaica ·
Japan ·
Joegoslavië ·
Kameroen ·
Kroatië ·
Letland ·
Litouwen ·
Luxemburg ·
Maleisië ·
Marokko ·
Mexico ·
Nederland ·
Nieuw-Zeeland ·
Nigeria ·
Noord-Ierland ·
Noord-Korea ·
Noorwegen ·
Oekraïne ·
Oman ·
Oostenrijk ·
Panama ·
Paraguay ·
Peru ·
Polen ·
Portugal ·
Qatar .
Roemenië ·
Rusland ·
Saoedi-Arabië ·
Senegal ·
Servië ·
Schotland ·
Slowakije ·
Sovjet-Unie ·
Spanje ·
Tanzania ·
Thailand ·
Tsjechië ·
Tsjecho-Slowakije ·
Tunesië ·
Turkije ·
Uruguay ·
Venezuela ·
Verenigde Arabische Emiraten ·
Verenigde Staten ·
Wales ·
Zambia ·
Zimbabwe ·
Zuid-Afrika ·
Zuid-Korea ·
Zweden ·
Zwitserland
Argentinië (1982) ·
Argentinië (2005) ·
Australië (1997) ·
Australië (2006) ·
België (2018) ·
Chili (2014) ·
China (2002) ·
Colombia (2014) ·
Costa Rica (2018) ·
Duitsland (2002) ·
Duitsland (2014) ·
Frankrijk (1998) ·
Frankrijk (2006) ·
Ghana (2006) ·
Hongarije (1954) ·
Italië (1970) ·
Italië (1982) ·
Italië (1994) ·
Japan (2006) ·
Kameroen (2014) ·
Kameroen (2022) ·
Kroatië (2006) ·
Kroatië (2014) ·
Kroatië (2022) ·
Mexico (1999) ·
Mexico (2014) ·
Mexico (2018) ·
Nederland (2014) ·
Portugal (2010) ·
Servië (2018) ·
Spanje (2013) ·
Tsjecho-Slowakije (1962, 2) ·
Turkije (2002, 1) ·
Uruguay (1950) ·
Verenigde Staten (2009, 2) ·
Zweden (1958) ·
Zwitserland (2018)
AFC-zone: Afghanistan · Australië · Bahrein · Bangladesh · Bhutan · Brunei · Cambodja · China · Chinees Taipei · Filipijnen · Guam · Hongkong · India · Indonesië · Iran · Irak · Japan · Jemen · Jordanië · Koeweit · Kirgizië · Laos · Libanon · Macau · Maleisië · Maldiven · Mongolië · Myanmar · Nepal · Noord-Korea · Oezbekistan · Oman · Oost-Timor · Pakistan · Palestina · Qatar · Saoedi-Arabië · Singapore · Sri Lanka · Syrië · Tadjikistan · Thailand · Turkmenistan · Verenigde Arabische Emiraten · Vietnam · Zuid-Korea

CAF-zone: Algerije · Angola · Benin · Botswana · Burkina Faso · Burundi · Centraal-Afrikaanse Republiek · Comoren · Congo-Brazzaville · Congo-Kinshasa · Djibouti · Egypte · Equatoriaal-Guinea · Eritrea · Ethiopië · Gabon · Gambia · Ghana · Guinee · Guinee-Bissau · Ivoorkust · Kaapverdië · Kameroen · Kenia · Lesotho · Liberia · Libië · Madagaskar · Malawi · Mali · Mauritanië · Mauritius · Marokko · Mozambique · Namibië · Niger · Nigeria · Oeganda · Rwanda · Sao Tomé en Principe · Senegal · Seychellen · Sierra Leone · Soedan · Somalië · Swaziland · Tanzania · Togo · Tsjaad · Tunesië · Zambia · Zimbabwe · Zuid-Afrika · Zuid-Soedan 

CONCACAF-zone: Amerikaanse Maagdeneilanden · Anguilla · Antigua en Barbuda · Aruba · Bahama's · Barbados · Belize · Bermuda · Britse Maagdeneilanden · Canada · Kaaimaneilanden · Costa Rica · Cuba · Curaçao · Dominica · Dominicaanse Republiek · El Salvador · Frans Guyana · Grenada · Guadeloupe · Guatemala · Guyana · Haïti · Honduras · Jamaica · Martinique · Mexico · Montserrat · 
Nicaragua · Panama · Puerto Rico · Saint Kitts en Nevis · Saint Lucia · Saint Vincent en de Grenadines · Sint Maarten · Suriname · Trinidad en Tobago · Turks- en Caicoseilanden · Verenigde Staten

CONMEBOL-zone: Argentinië · Bolivia · Brazilië · Chili · Colombia · Ecuador · Paraguay · Peru · Uruguay · Venezuela

OFC-zone: Amerikaans-Samoa · Cookeilanden · Fiji · Nieuw-Caledonië · Nieuw-Zeeland · Papoea-Nieuw-Guinea · Samoa · Salomoneilanden · Tahiti · Tonga · Vanuatu

UEFA-zone: Albanië · Andorra · Armenië · Azerbeidzjan · België · Bosnië en Herzegovina · Bulgarije · Cyprus · Denemarken · Duitsland · Engeland · Estland · Faeröer · Finland · Frankrijk · Georgië · Gibraltar · Griekenland · Hongarije · IJsland · Ierland · Israël · Italië · Kazachstan · Kosovo · Kroatië · Letland · Liechtenstein · Litouwen · Luxemburg · Macedonië · Malta · Moldavië · Montenegro · Nederland · Noord-Ierland · Noorwegen · Oekraïne · Oostenrijk · Polen · Portugal · Roemenië · Rusland · San Marino · Schotland · Servië · Slovenië · Slowakije · Spanje · Tsjechië · Turkije · Wales · Wit-Rusland · Zweden · Zwitserland